# Chabán
Chabán är en ort i Mexiko.   Den ligger i kommunen Chilón och delstaten Chiapas, i den sydöstra delen av landet, 800 km öster om huvudstaden Mexico City. Chabán ligger 358 meter över havet och antalet invånare är 619.
Terrängen runt Chabán är lite bergig. Runt Chabán är det ganska tätbefolkat, med 54 invånare per kvadratkilometer. Närmaste större samhälle är Jerusalén, 18,1 km norr om Chabán. I omgivningarna runt Chabán växer i huvudsak städsegrön lövskog.